# Église Saint-Pierre de Bègles
Pour les articles homonymes, voir Église Saint-Pierre.
L'église Saint-Pierre est une église catholique située à Bègles, en France.

## Localisation

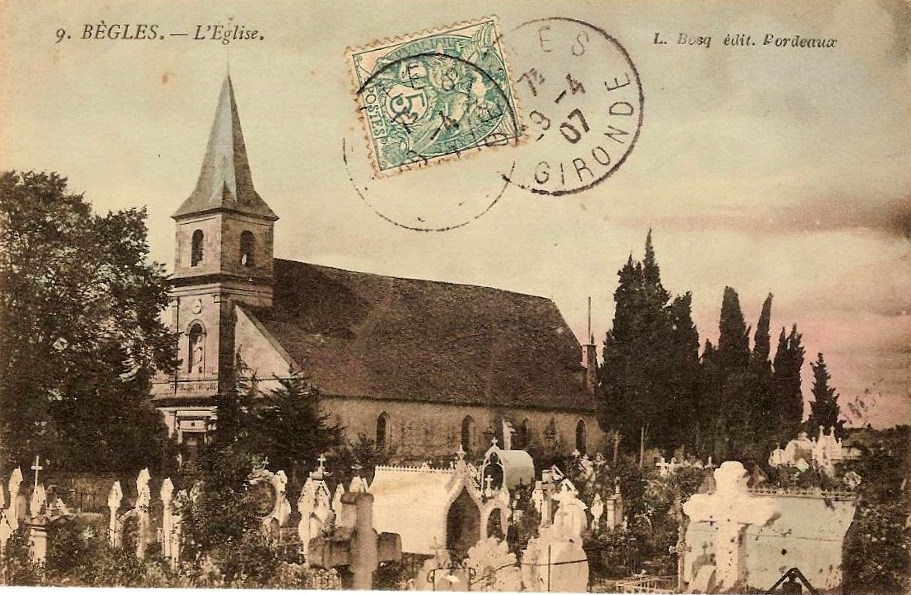
L'église et le cimetière en 1907.

L'église est située dans le département français de la Gironde, dans la commune de Bègles.
Elle est entourée du cimetière communal.

## Historique

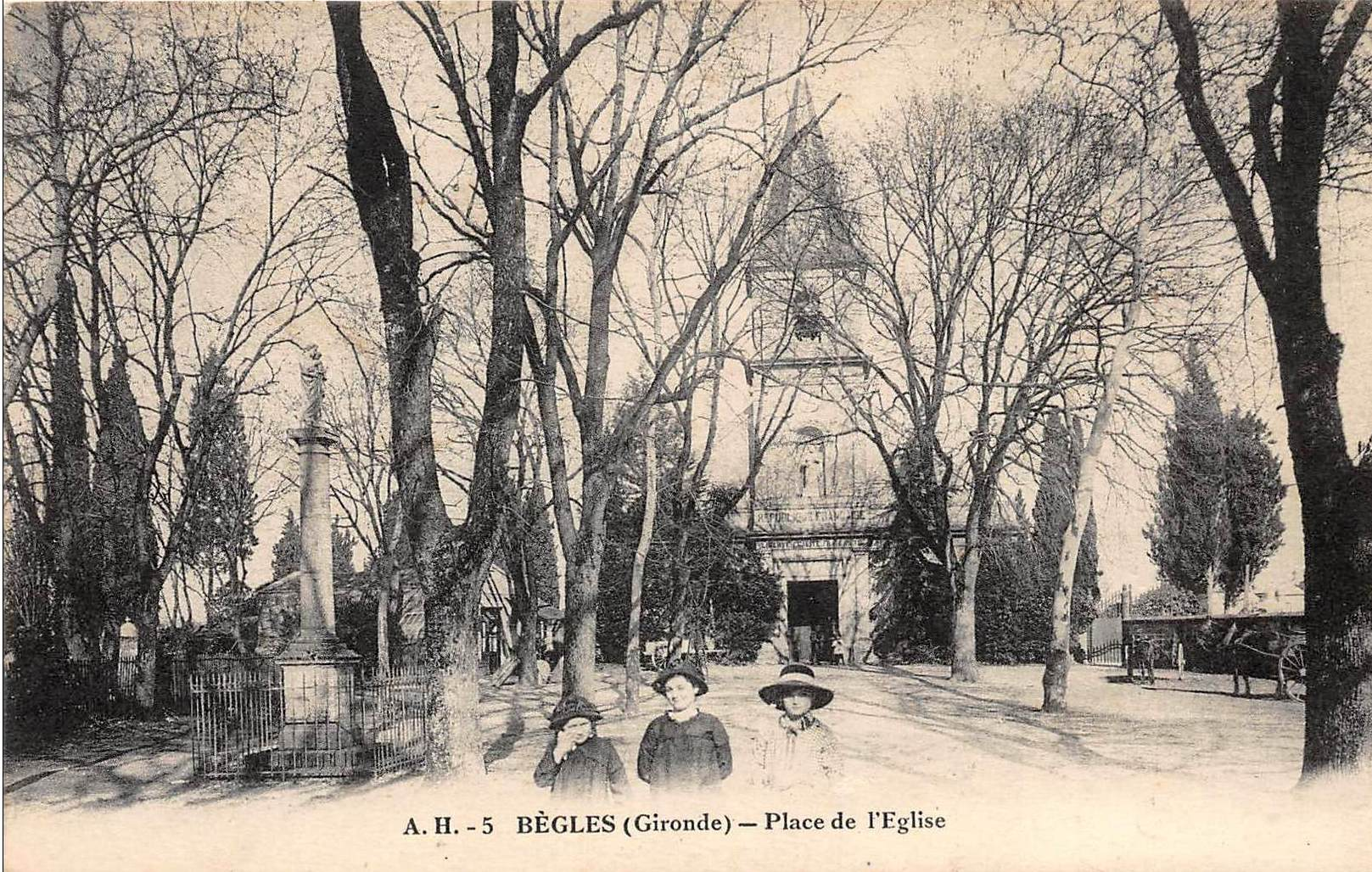
La place de l'Église vers 1910. Le clocher est toujours en place.

Cette église a été construite au XIIIe siècle par les bénédictins de l'abbaye de Sainte-Croix de Bordeaux, sur les ruines d'un temple gallo-romain. Les moines y déposèrent des reliques de saint Maur, qui firent l'objet d'un pélérinage. 
L’église abritait une confrérie qui avait en charge la défense des intérêts de la communauté des habitants de Bègles contre les jurats de Bordeaux et les moines de Sainte-Croix. 

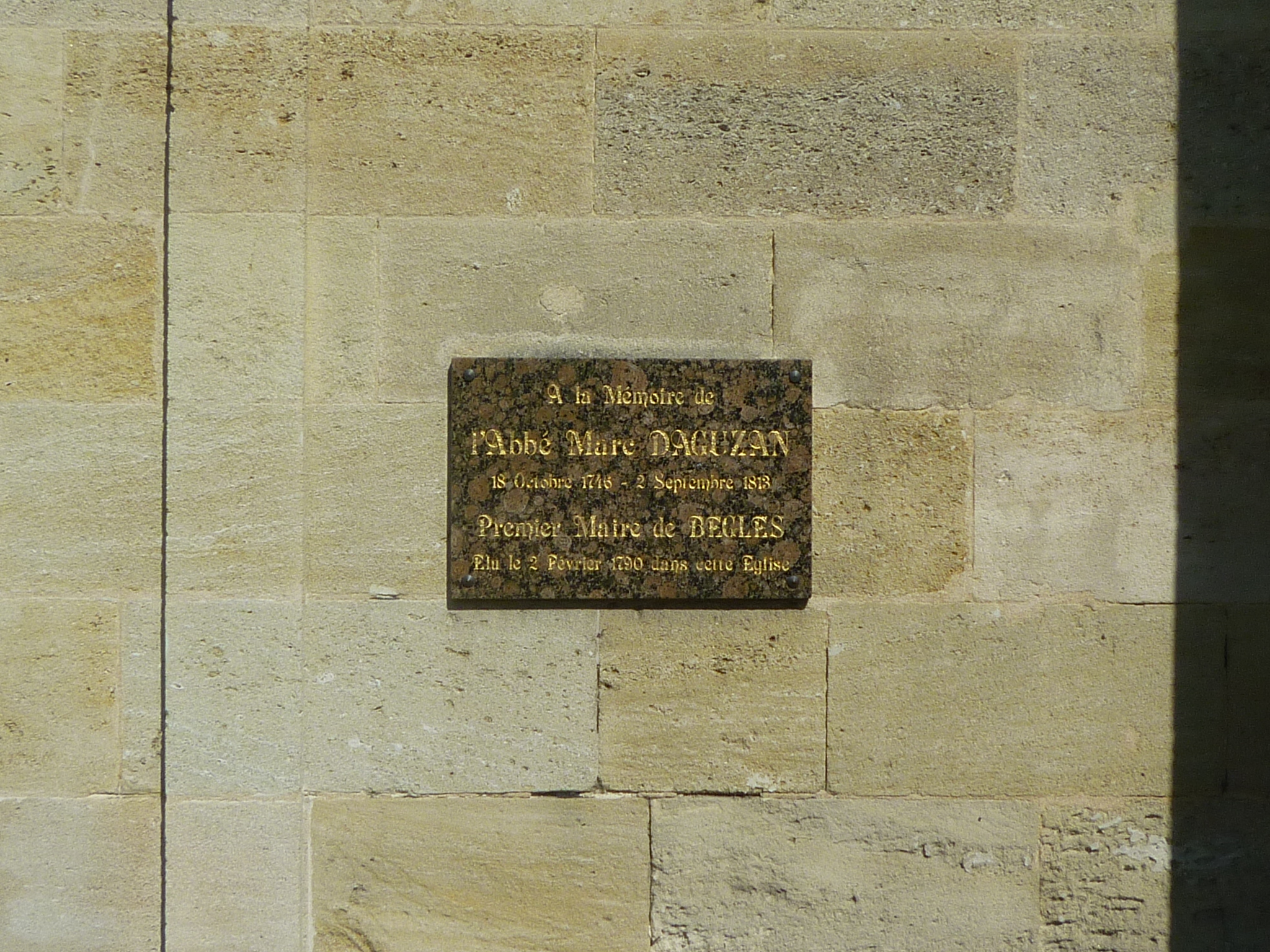
Marc Daguzan (1746-1813).

Elle sert de mairie pendant la Révolution française. Comme le rappelle une plaque commémorative apposée sur la façade, le curé Marc Daguzan sera élu maire de Bègles en février 1790. 
Elle a subi des transformations jusqu'en 1830. 
L'abside de l'église et la chapelle sont inscrites au titre des monuments historiques par arrêté du 24 décembre 1925.

## Description

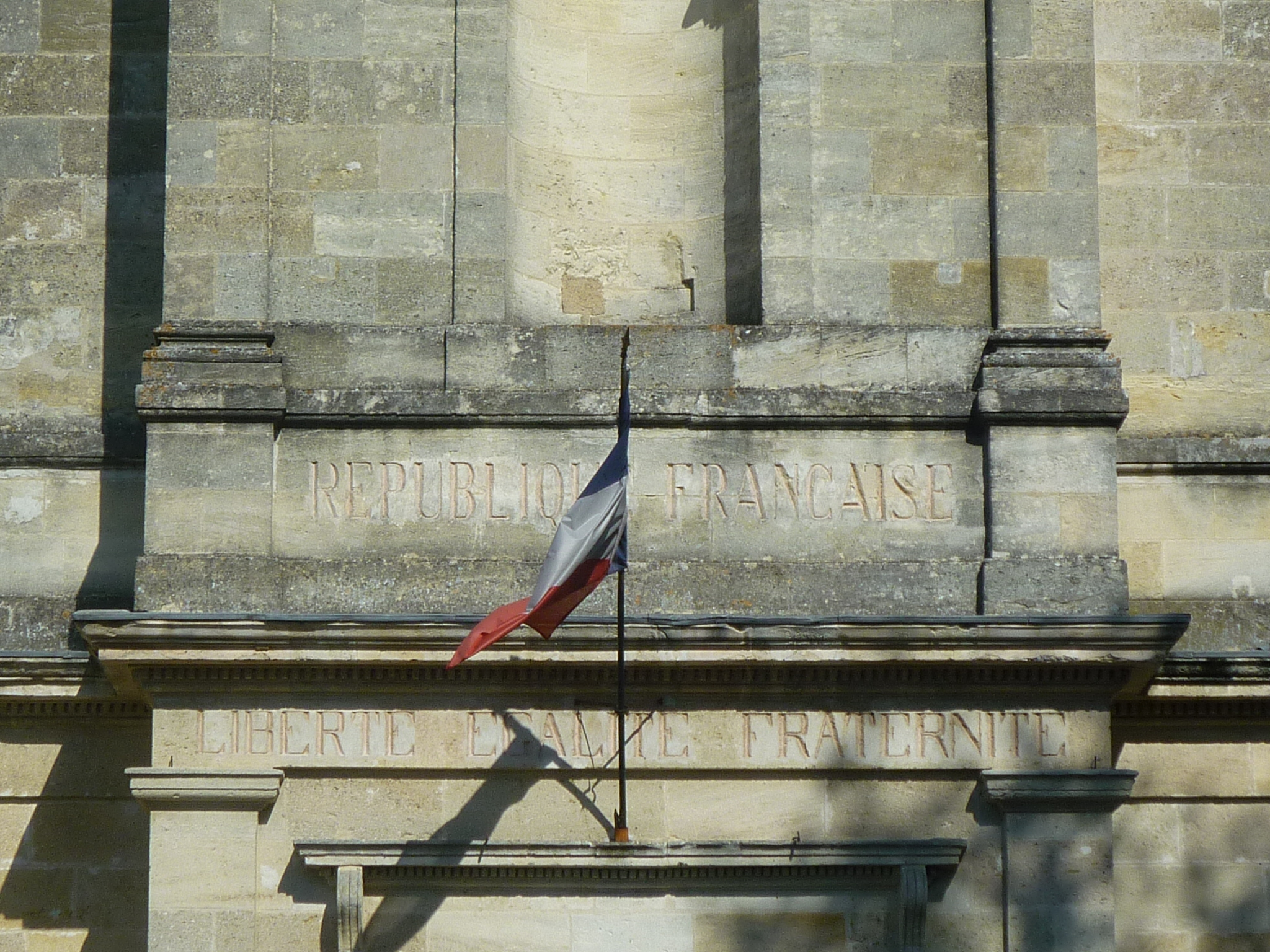
« République Française, Liberté, Égalité, Fraternité ».

Elle est l'une des rares églises de France à porter sur son fronton l'inscription « République Française, Liberté, Égalité, Fraternité ».
La date de 1491 est inscrite sur le mur extérieur. À l'intérieur, plusieurs inscriptions gravées remontent au XVe siècle et au XVIe siècle.
Elle possédait un clocher pointu datant de 1507, aujourd'hui disparu. 

## Mobilier
Le retable ainsi que plusieurs statues sont classés. 
Les vitraux ont été réalisés par André Barreau. 
L'orgue qui date du XIXe siècle est l'oeuvre de Georges Wenner. 

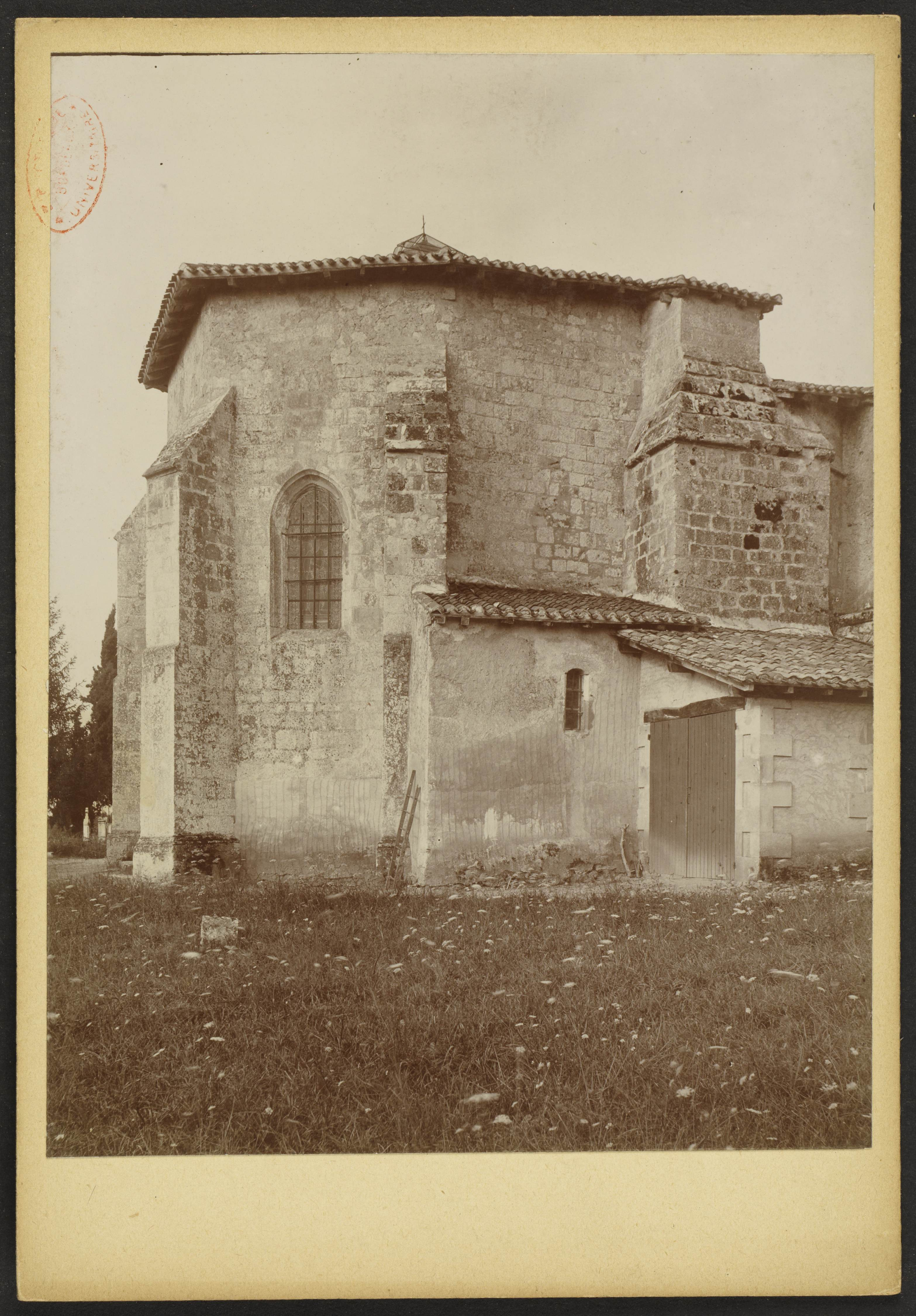
Abside côté nord, Jean-Auguste Brutails.
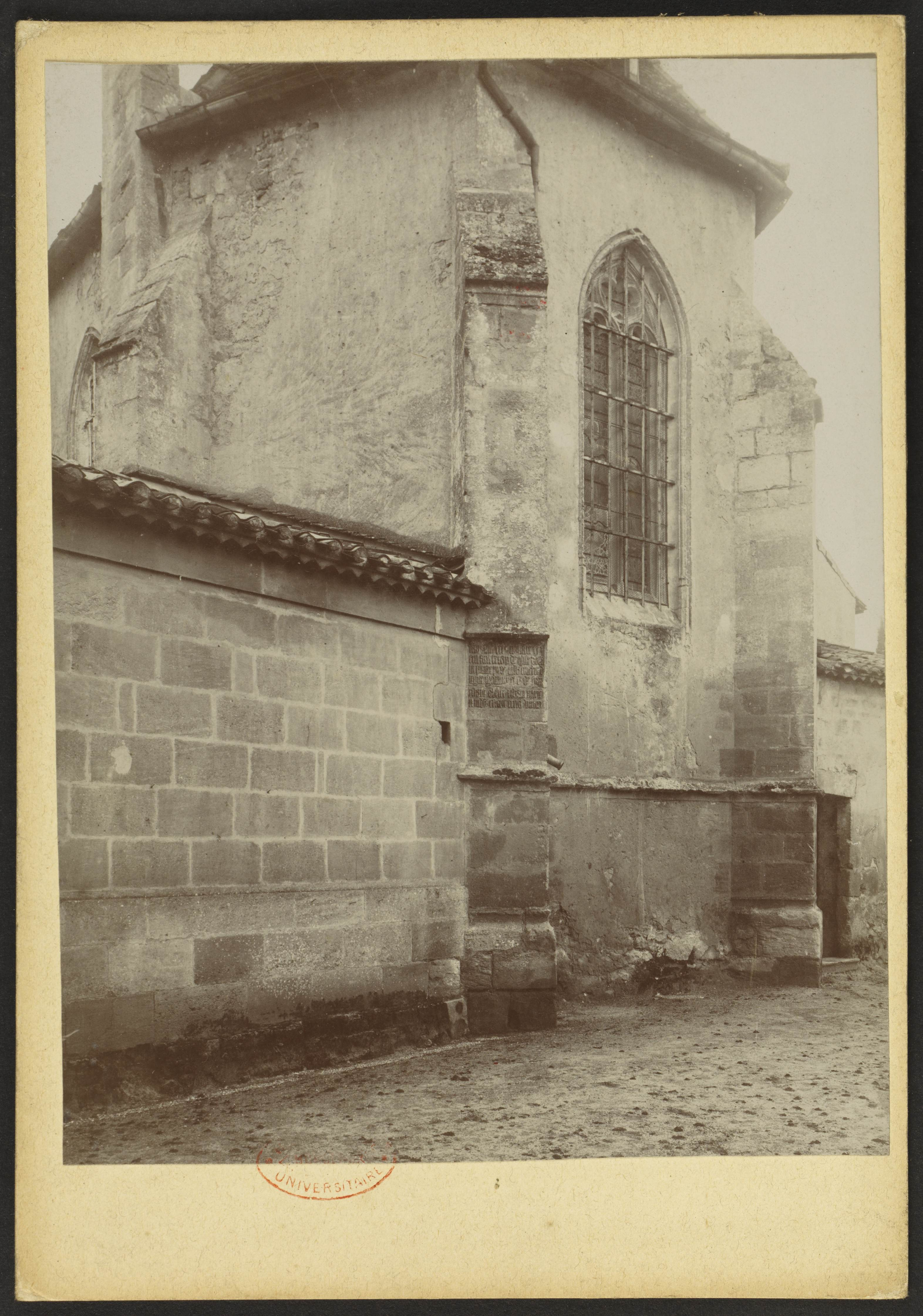
Le chevet. J-A Brutails - Université Bordeaux Montaigne.
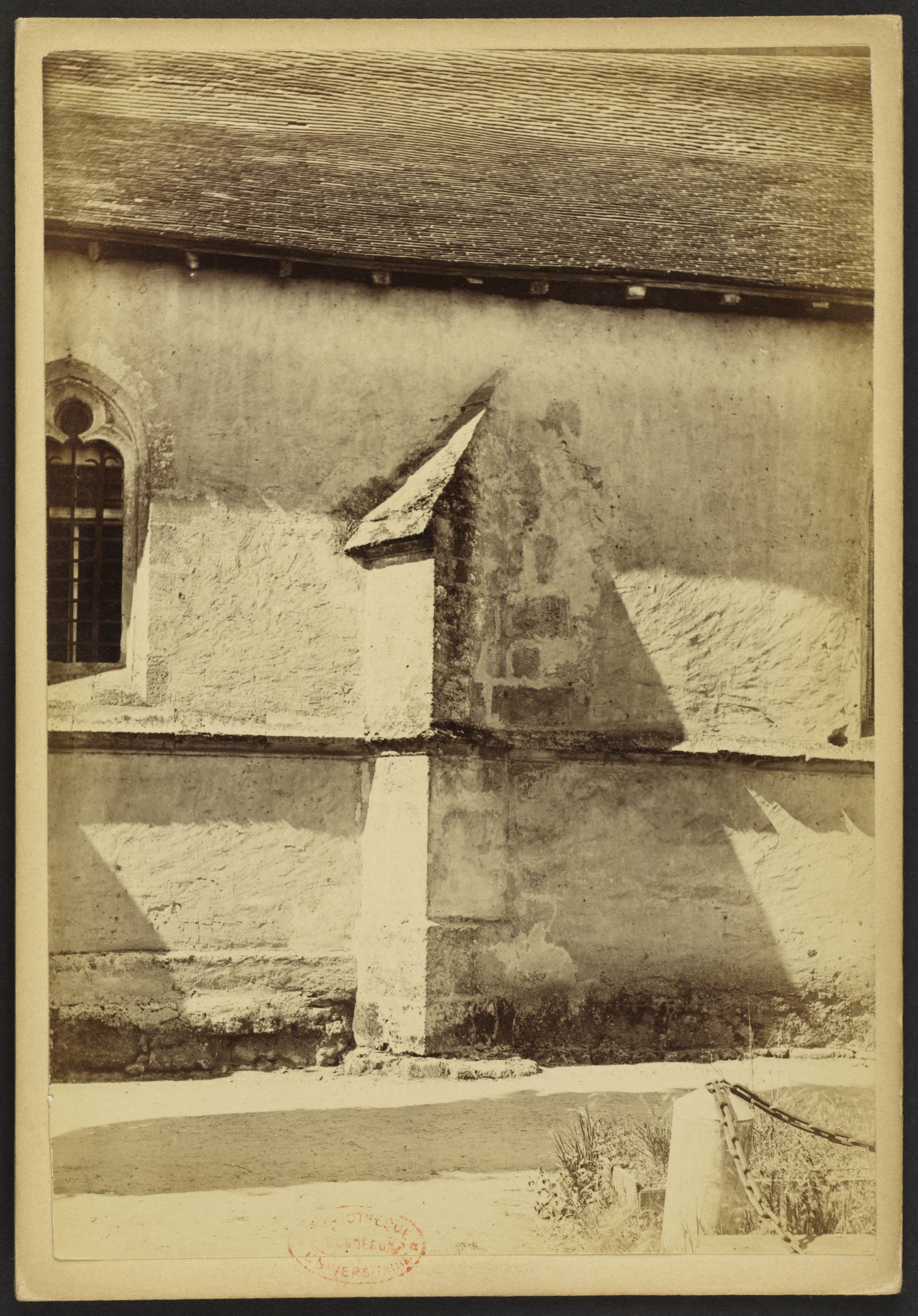
Côté sud (extérieur contrefort).